# Ингольд, Кристофер Кельк
Кри́стофер Кельк И́нгольд (англ. Christopher Kelk Ingold; 28 октября 1893 — 8 декабря 1970) — английский химик, знаменит за свои фундаментальные работы в области физической органической химии. Его новаторские работы в 1920—1930-х годах, посвящённые изучению механизмов реакций и электронной структуре органических соединений, послужили отправной точкой для введения в органическую химию таких понятий как нуклеофил, электрофил, индуктивный и мезомерный эффекты. Ингольд ввел в химию концепты SN1, SN2, E1, и E2 механизмов, предсказал и открыл механизмы гидролиза сложных эфиров карбоновых кислот. Кроме того, он — один из соавторов правил Кана — Ингольда — Прелога. За свою карьеру Ингольд опубликовал свыше 450 статей и писем в научные журналы . Он по праву считается одним из основоположников физической органической химии.
Член Лондонского королевского общества (1924).

## Биография
Кристофер Кельк Ингольд родился 28 октября 1893 года в семье Вильяма Келька Ингольда и Гарриет Уолкер Ньюкомб в лондонском районе Форест Гейт. В связи с плохим здоровьем его отца семья переехала в Шанклин на остров Уайт, когда мальчик был ещё младенцем. Отец, Вильям Кельк Ингольд, умер когда Кристоферу было всего 5 лет, а его сестре Дорис 2 года.
Кристофер закончил престижную школу в Сандауне и продолжил обучение в Университетском колледже Хартли в Саутгемптоне (ныне Саутгемптонский университет); там в октябре 1913 он получил степень бакалавра. В школе и колледже физика ему давалась легче, нежели химия; но в Саутгемптоне во времена его учёбы физика преподавалась очень однообразно и скучно, тогда как химия у профессора Д. Р. Бойда подавалась очень живо, как развивающийся и увлекательный предмет, и Ингольд решил взяться за химию. Мало известно о его увлечениях в школе или университете, однако он говорил, что мог бы лучше сдать свои выпускные экзамены, если бы не посвящал так много времени игре в шахматы в клубе.

### Imperial College London
Затем Ингольд перебрался в Лондонский Империал Колледж для совместных исследований с профессором Дж. Ф. Торпом, членом Королевского общества, провел 2 года как химик-исследователь в Кассель Цианид Компани в Глазго, но вернулся в Империал Колледж в качестве лектора по органической химии в 1920 году. В 1923 Ингольд женился на Эдите Хильде Ашервуд, работавшей с ним в Империал Колледже. В 1920 году Ингольд выпустил серию статей по органической химии, обеспечившую ему докторскую степень Лондонского Университета в 1921 году. В 1924 году Ингольд переехал в Лидс и занял пост заведующего кафедрой в Университете Лидса, на котором он сменил профессора Дж. Б. Коха, члена Королевского Общества.

### University of Leeds
В течение 6 лет Ингольд оставался в Лидсе. В этот период кругозор Ингольда возрос настолько, что охватил всю органическую химию; этот процесс полностью завершился к 1927 году, когда теоретическая основа индукции и конъюгации в качестве поляризации и поляризуемости была завершена.
На протяжении 6 лет, проведенных в Лидсе, Ингольд заинтересовался всеми аспектами органической химии, по его собственным словам: «его компетенция охватила всю органическую химию, завершенным процесс можно назвать уже в 1927 году». Он писал «Ежегодные отчеты о развитии химии» для Химического Общества, в которых рассматривал большое число областей, которыми он лично не занимался: терпены, свободные радикалы, стереохимия азота, серы и мышьяка, авто-окисление и озониды, реакцию Гриньяра, металлирование метилов, объемные углеродные кольца, дифенилы, пинакон-пинаколиновую и перегруппировку Вагнера-Меервейна, стиролы и желчные кислоты. Некоторые из этих обзоров представляли собой поверхностные, но успешные исследования новых областей, таких как конформации и стабильность свободных радикалов, механизмы молекулярных перегруппировок. В 1927 были установлены теоретические основы индукции и конъюгации как модели поляризации и поляризуемости, что привело к новой электронной теории органических реакций.

### University College London

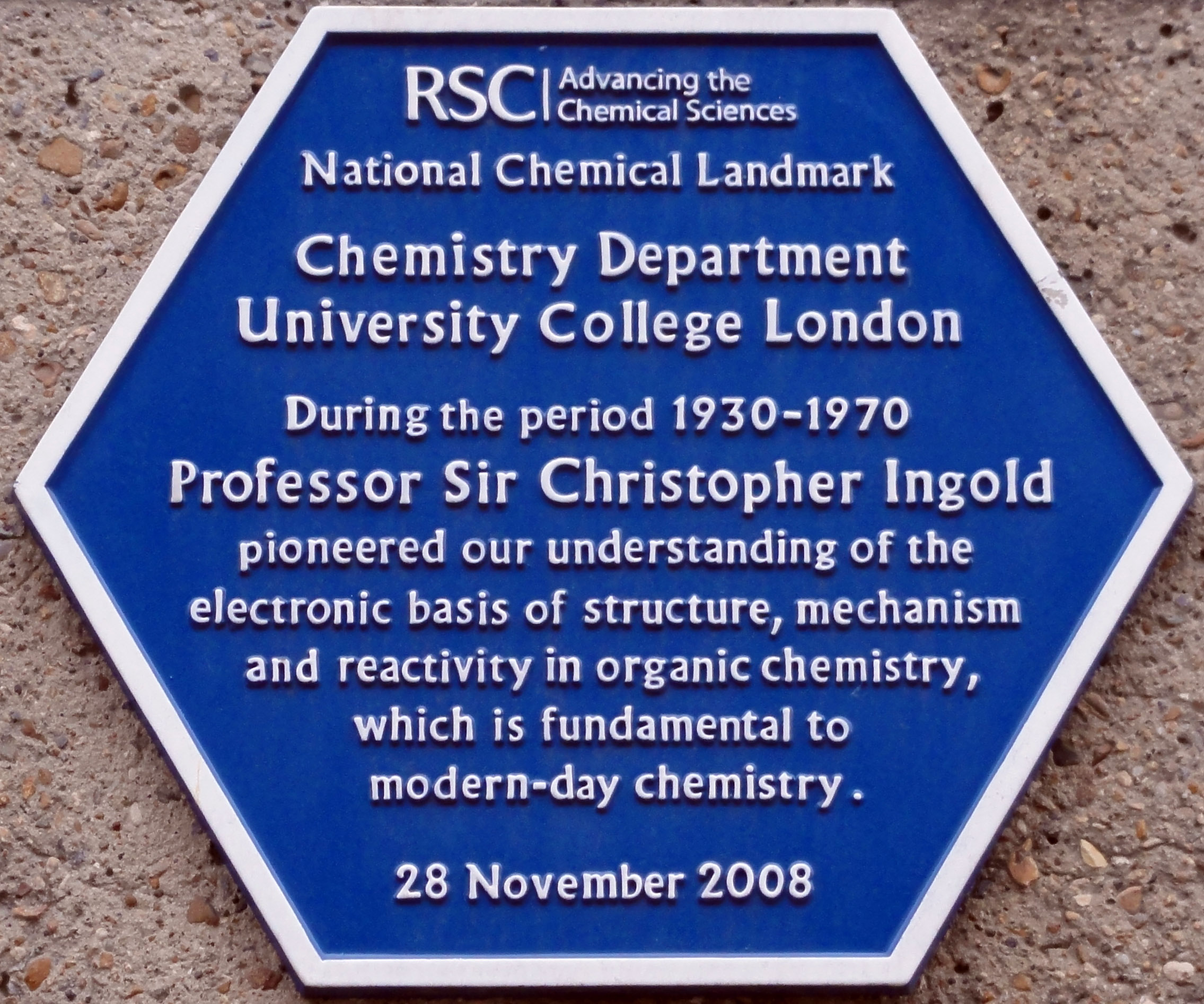
Мемориальная доска в память Ингольда в University College

В 1930 Ингольд вернулся в Лондон, став профессором химии в Университетском колледже, на факультете, возглавляемом профессором Ф. Г. Донном, а впоследствии профессором Р. Робинсоном. Химический факультет Университетского колледжа стал для Ингольда духовным домом на всю оставшуюся жизнь, и когда в 1937 Доннан ушел на пенсию, Ингольд занял его место директора лабораторий. На протяжении Второй Мировой Войны в 1939—1944, Ингольд возглавлял Химический факультет во время эвакуации Университетского Колледжа в Аберистуите. Факультет переезжал из Лондона дважды, первый раз в 1939 в спешке и с небольшим набором оборудования, и несколько месяцев спустя была предпринята попытка вернуться, но в связи с периодическими воздушными бомбардировками Лондона его эвакуировали снова, уже с большим количеством важного оборудования, которое позволяло проводить необходимые для национальных целей работы. В 1944 факультет вернулся в Университетский Колледж Лондона, где Ингольд продолжал свою деятельность в качестве директора лабораторий до ухода на пенсию в 1961; с этого времени он продолжал принимать активное участие в жизни факультета как заслуженный профессор и специальный лектор.
За этот почти сорокалетний период работы в Университетском Колледже Лондона Ингольдом был внесен огромный вклад в теоретические основы и концепции, систематику и терминологию органической химии, который глубоко повлиял на развитие органической химии в целом. Большая часть этой работы была проделана совместно с Э. Д. Хьюзом (впоследствии профессором), который сотрудничал с Ингольдом в различных сферах в Университетском Колледже Лондона с 1930 по 1963 г. Результаты, полученные в этот период, представлены в монументальной книге Ингольда «Структура и механизмы в органической химии», второе издание которой содержало 1266 страниц и около 2150 ссылок и было опубликовано в 1969. Работа Ингольда в Университетском Колледже Лондона не ограничивалась органической химией. Он сделал три работы по молекулярной спектроскопии (описывающие основное и первое возбужденное состояние бензола, а также первое возбужденное состояние ацетилена), и каждый раз двигался в новом направлении, которые впоследствии были развиты профессиональными спектроскопистами. Также он вторгся на территорию неорганической химии, описав механизм и стереохимию замещения лиганда в октаэдрическом атоме, что положило начало новому направлению исследований.

### Смерть
Сэр Кристофер Ингольд умер 8 декабря 1970, в возрасте 77 лет.

## Научная деятельность
Ингольд внес гигантский вклад в развитие органической химии, большинство его работ были новаторскими и вводили новые концепты и понятия в органическую химию. Сейчас большинство из них являются классическими. Он начинал работу и защитил кандидатскую диссертацию под руководством Ж. Торпа в Imperial College London.

### Ранние работы
Ранние работы Ингольда в Imperial College London посвящены изучению стабильности конформаций циклогексанов, циклопентанов и циклобутанов. Одновременно с этим он изучал форму связей циклопропанов. Все эти работы были направлены на доказательство гипотезы Торпа об отклонении валентности, которая в итоге была принята химическим обществом через 25 лет, после того, как появились убедительные доказательства.
К этому же периоду можно отнести работы над синтезом метантриуксусной кислоты и исследования конформаций цетырехчленных циклов. Уже тогда Ингольд стал изучать фототропию и таутомерию, показал, что реакция Михаэля обратима. Много времени Ингольд потратил на изучение структуры бензола.

### Работы по электрофильному ароматическому замещению

К описанию механизма электрофильного ароматического замещения

В Лидсе Ингольд работал над изучением механизма электрофильного ароматического замещения. Анализ теории переменного сродства, провозглашенной в 1902 Флуркеймом и теории переменных полярностей, выдвинутой в 1924 Лапвортом и Робинсоном, привел к работе по изучению эффектов в ароматическом замещении определенных групп [-NO, -CH(OMe)=CH2], для которых теории предсказывали противоположные результаты: пара-замещение для нитрозо-группы и мета-замещение для альфа-метоксивиниловой группы. В ходе эксперимента было показано, что обе группы являются пара-направляющими. Развитие теории о переменных полярностях Робинсоном в 1925, который предполагал, что отрицательные ключевые атомы путём образования ониевых солей могут вести себя как положительные ключевые атомы, было показано несостоятельным с помощью сравнения эффектов бензиловых спиртов и бензиламинов.
Затем работы Ингольда переключились на изучение механизма нитрования ароматических соединений, в частности бензола. Внимание Ингольда направилось в сторону изучения кинетики и механизма ароматического нитрования. В 1903 Эулер предположил, что реально реагирующей частицей является ион NO2+, но доказал это Ингольд только в 1946 году. Нитрование ароматических соединений смесью азотной и серной кислот подчиняется кинетике второго порядка, k2 ~ [ArH][HNO3]. Измеряемая скорость реакции должна соответствовать скорости образования нитрующей частицы из азотной кислоты; такой частицей может служить только нитрониевый катион, который был найден и охарактеризован криоскопически и спектроскопически в азотной кислоте и в смеси её с серной, хлорной и другими очень сильными кислотами. В результате, Ингольд показал, что ароматическое нитрование — это бимолекулярное электрофильное замещение (SE2), включающее плоское переходное состояние. Также было показано, что ароматическое хлорирование частицей Cl+ также протекает по SE2 механизму.
В дальнейшем, Ингольд показал, что исключения из нитрования ионом нитрония возникают в реакциях с высокоактивными субстратами, например, производными фенола или анилина, когда система содержит азотистую кислоту, и когда доступность иона нитрония сильно ограничена из-за добавления какого-нибудь основания, например, воды, так, что активной частицей становится ион нитрозония NO+ или димер диоксида азота. В такой реакции молекула субстрата превращается в нитрозо-соединение, впоследствии окисляемое азотной кислотой до нитро-соединения.
Работы по изучению ароматического С-нитрования естественным образом привели к изучению кинетики и механизма N-нитрования, R2NH → R2N•NO2 и О-нитрования , ROH → RO•NO2. Изучение показало, что реакционной частицей в этих реакциях также является ион нитрония. Как уже упоминалось выше, работы над ароматическим нитрованием включали изучение кинетики ароматического нитрозирования, то есть N-нитрозирования, образование нитрозо-аминов и диазотирование. Ингольд показал, что в разбавленных водных растворах кислоты активной частицей является оксид азота (III), а не ион нитрозония в свободном виде, как считалось раньше.

### Работы, посвящённые нуклеофильному алифатическому замещению
С 1930 года Ингольд взялся за изучение механизмов алифатического замещения и элиминирования. Результатом работ стали четыре ныне классических механизма — SN1, SN2, Е1, E2 и ряд других, употребляющихся реже.
Исследования, посвящённые изучению этих превращений начались в Лидсе, когда Ингольд разлагал четвертичные аммониевые соли. Результатом его работы стало постулирование того, что реакция протекает как бимолекулярное элиминирование Е2, с возможным частично механизмом мономолекулярного элиминирования Е1.
После этого Ингольд описал механизм SN1 и обнаружил при изучении продуктов как функции от концентрации, что проходят реакции конкурирующего SN2 замещения. Кинетические исследования подтвердили участие механизмов E2, SN2 и SN1, а также продемонстрировали существование четвёртого механизма Е1. Систематическое исследование алифатического замещения в серии статей по механизму замещения у насыщенного атома углерода привело к выводу, что эти реакции образуют отдельную семью с четырьмя типами распределения и соответствующими эффектами растворителей, а также раскрыло конкурирующее действие механизма SN2, мономолекулярного замещения SN1 и процесса элиминирования Е1, ведущего к образованию олефинов.
Ингольд изучал двойственную региоселективность элиминирования по отношению к разным субстратам. Было установлено, что дихотомия Гофмана-Зайцева применима только к ониевым катионам и алкилгалидам, которые содержат незамещенные, насыщенные алкильные группировки, таким образом правило Гофмана преобладает в тех реакциях Е2, в которых уходящая группа Y ионная и это связано с понижением скорости соответствующей теоретически предсказанной стадии, наоборот, правило Зайцева преобладает в Е2 реакциях в которых уходящая группа не ионная, во всех реакциях Е1 элиминирования, и это связано с возрастанием скорости соответствующей теоретически ожидаемой стадии.
В Е1 реакциях нет стерических требований, так как исходное цис- или транс- расположение уходящих групп [H и Y] теряется на стадии образования карбониевого иона, в Е2 элиминировании уходящие группы должны находиться в транс- положении относительно друг друга. Пространственные эффекты также были исследованы в реакциях элиминирования изомерных бензил гексахлоридов.
Затем Ингольд в сотрудничестве с Хьюзом взялся за изучение непосредственно нуклеофильного замещения и показал, что существует два принципиально разных обособленных механизма нуклеофильного замещения SN1 и SN2, и третий, гипотетический механизм, SNi. Механизм SN2 характеризуется кинетикой второго порядка k2 ~ [RY][X], инверсией конфигурации и стерическим замедлением, обращение конфигурации происходит из-за линейного переходного состояния, рацемизация отсутствует, так как изменение валентности происходит синхронно, а стерическое замедление может присутствовать из-за молекулярного скопления в переходном состоянии. Характеристиками SN1 являются первый порядок реакции k1 ~[RY], рацемизация из-за sp2-тригональной геометрии карбониевого иона, перегруппировки карбониевого иона R+, также здесь может присутствовать стерическое ускорение в связи с понижением молекулярной плотности в переходном состоянии.
Третий механизм SNi включает в себя внутренний четырёхцентовой обмен и был предложен для описания реакций спиртов с тионилгалогенидами в эфирах или диоксане, которые приводят к галогенидам с сохранением конфигурации, впоследствии другими учёными было показано, что переходное состояние в этом механизме должно иметь полярный характер.
Кроме того, Ингольд показал, что полярные эффекты в субстрате имеют значение на кинетику процесса только в реакциях SN2 типа; для данного R-Y в одних и тех же условиях (концентрация, температура, растворитель) скорость замещения уменьшается с уменьшением нуклеофильной силы Х до тех пора, пока скорость SN2 реакции не сравняется со скоростью SN1 реакции, после чего реакция идет по SN1 механизму независимо от присутствия реагента Х. Полярные эффекты в уходящей группе Y влияют как на SN2, так и на SN1 механизмы примерно одинаково, так как склонность Y отщепляться вместе с электронной парой — фактор, общий для обоих процессов.
Было обнаружено, что эффект растворителя на скорости SN2 и SN1 реакций зависит от типа полярности переходного состояния; были изучены четырёхзарядные типы для SN2 реакций и двухзарядные для SN1 реакций; после чего были изучены все виды переходных состояний и предсказан эффект растворителя на скорость реакций. Кроме того, эффект растворителя на соотношение продуктов реакции также привлекался к изучению, чтобы различить SN2 и SN1 механизмы, так как в первом случае скорость процесса и скорость образования продуктов одинакова, в то время как во втором она определяется гетеролизом R-Y, и продукты получаются в результате конкуренции нуклеофилов за карбониевый ион R+.
Ингольд изучал катализ нуклеофильного замещения и открыл, что замещение по механизму SN1 катализируется диполями молекул растворителя, особенно электрофильными ионами Ag+, Hg2+, HgCl+, которые соединяются с уходящей группой Y. Изучение кинетики реакций алкилгалогенидов с гидроксидом серебра, карбонатом серебра и ацетатом серебра в гидроксильных растворителях показало, что определяющая скорость стадия включает участие и алкилгалогенида, и иона Ag+, и что гетеролиз происходит медленно на поверхности гидроксида серебра или образующегося галогенида серебра, что последовательность скоростей реакции остается такой же: Me < Et <iPr<< tBu, что реакция приводит к рацемизации, и что образуются продукты перегруппировок иона R+.
| К описанию механизмов нуклеофильного алифатического замещения | К описанию механизмов нуклеофильного алифатического замещения |
| ------------------------------------------------------------- | ------------------------------------------------------------- |
| SN1 reaction mechanism                                        | SN2 reaction mechanism                                        |
| SN1 механизм                                                  | SN2 механизм                                                  |

Изучение стерических эффектов в реакциях SN2 и SN1 внесло большой вклад в понимание подобных процессов в органической химии в целом. Было сделано различие между стерическим торможением и стерическим ускорением, классический пример — реакция неопентил бромида с этокси ионом (SN2) и сольволиз три-третбутилкарбинилхлорида в водном этаноле (SN1). Позже, изучение шести из девяти возможных реакций галогенид-ионов с алкилгалогенидами (SN2) привело к дальнейшему разъяснению стерического торможения.
Ингольд изучал также несольватические (SN1) реакции в диоксиде серы, нитрометане и в бензоле; в последнем случае для объяснения результатов ему пришлось привлечь теорию столкновений.
Ингольд определил стереохимию процессов SN2 и SN1. Это явилось наиболее наглядным и эффектным достижением работ по нуклеофильному алифатическому замещению — была разрешена загадка Вальденовского обращения и Вальденовского сохранения конфигурации. Загадка появилась в 1895 году, когда Вальден обнаружил, что оптически активное вещество может быть превращено различными путями в энантиомер этого же соединения, и в 1897-м разработал полный цикл превращений; любой подобный цикл должен содержать два Вальденовских обращения и два Вальденовских сохранения. В 1907 Эмиль Фишер описал открытие Вальдена как наиболее поразительное наблюдение в области оптической активности со времен исходной фундаментальной работы Пастера в 1848 году; примеры продолжали накапливаться и Вальден перечислил более 20 циклов в своей книге Optische Umkehrserscheinungen в 1919. Загадка Вальденовского обращения существовала, несмотря на усилия ученых, 40 лет. Проблему разрешил Ингольд в 1937 году, используя (i) простое предположение, что только реакции, идущие с разрывом связи при асимметрическом центре, могут привести к инверсии, (ii) доказательство Хьюса с коллегами, что каждый индивидуальный акт SN2 замещения приводит к обращению конфигурации, (iii) доказательство, что в присутствии групп подходящей полярности и стереохимии, напр., карбоксилатной группы, присоединенной к атому углерода, при котором идет замещение, SN1 реакция идет с полным сохранением конфигурации, вне зависимости от того, катализируется реакция ионами серебра или нет. Инверсия стала такой универсальной составляющей замещения, что о его наличии стало можно судить (хотя и нельзя сказать точно, на какой стадии оно происходит) путём введения последовательности обращений с чередованием сохранения и обращения конфигурации; и убедиться, что такое замещение включает в себя удовлетворительное число кинетических условий.

### Изучение перегруппировок
Ингольд начал интересоваться насыщенными молекулярными перегруппировками в Imperial College, где он опубликовал статью о механизме пинакон-пинаколиновых и Вагнера-Меервейна перегруппировок. Интерес сохранился и в Лидсе и даже распространился на другие перегруппировки. В Лондоне, Вагнеровские перегруппировки наблюдались при Гофмановском разложении, то есть были напрямую связаны с нуклеофильным замещением (SN1), элиминированием (Е1); это привело к созданию теории «соседей» и ускоряющему эффекту соседа. Старые и новые идеи о насыщенных перегруппировках составили тему первого президентского послания Ингольда [1953] химическому обществу.
Превращение гидразобензола в бензидин под действием кислот было открыто в Royal College of Science А. Гофманом; этот факт, по-видимому, способствовал тому, что Ингольд внес основной вклад в изучение бензидиновой перегруппировки, в ходе которой, по всей видимости, гидразо-соединения как бы выворачивают себя наизнанку без разрыва целостности структуры. В 1933 Ингольд доказал, что перегруппировка представляет собой внутримолекулярный процесс, так как, когда два разных гидразобензола перегруппировывались в одном растворе, сочетания не происходило; 
 Ингольд открыл, что перегруппировка может происходить по двум различным независимым каталитическим механизмам, первый имеет второй порядок скорости по кислоте [двухпротонный механизм], а другой — первый порядок по кислоте [однопротонный механизм], оба полностью специфичны по иону водорода, оба проявляют сходные солевые эффекты и эффекты полярного растворителя; методом кинетического изотопного эффекта на ароматических атомах дейтерия было показано, что в обоих каталитических механизмах два замещения ароматических атомов водорода происходит после прохождения через полярные переходные состояния, и что эти замещения последовательны. В ходе коллективного обсуждения были сформулированы правила для определения скорости и ориентации перегруппировки, а также проведена рационализация кинетических явлений и правил в терминах теории полярно-связанных переходных состояний.

### Работы, посвящённые электрофильному алифатическому замещению

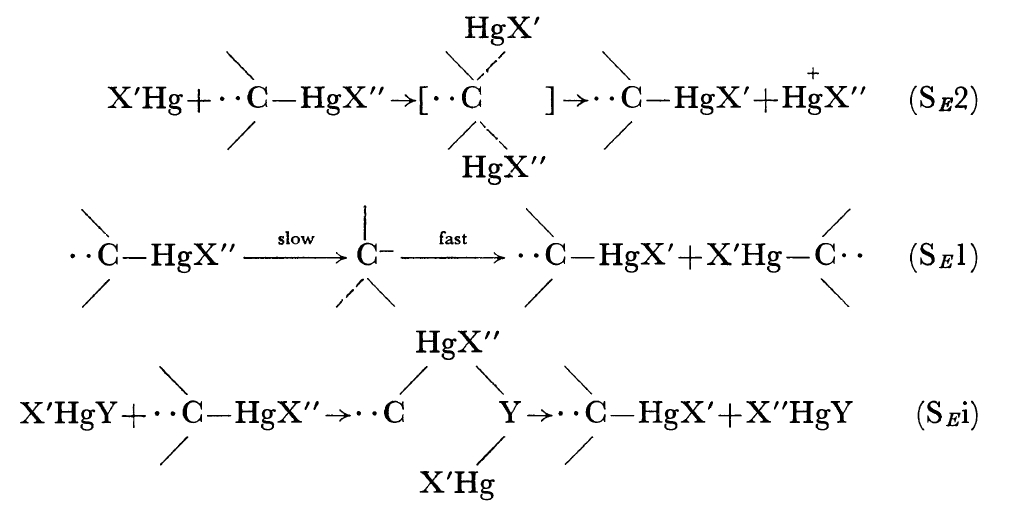
К описанию механизмов электрофильного алифатического замещения.

В 1958 Ингольд получил втор-бутилртуть бромид (MeEtC*H—HgBr) [* = асимметрический центр], что дало старт серии статей, посвящённых изучению механизма электрофильного замещения при насыщенном атоме углерода. Было предсказано, что должны существовать три и только три стехиометрически разные электрофильные ртуть-замещающие реакции, из которых известна была только двух-алкильная реакция. Также было предсказано, что должно быть три механизма электрофильного алифатического замещения. Ингольду удалось показать, что двух-алкильная реакция обмена кинетически является реакцией второго порядка и идет с полным сохранением конфигурации. Были открыты предсказанные одно- и трех-алкильные обменные реакции; их существование было показано путём двойной маркировки, используя оптически активные и радиоактивные галогениды ртути, а также по форме кинетических кривых, так как обе реакции идут по SE2 механизму с количественным сохранением конфигурации. Дальнейшее изучение одно-алкильных реакций позволило найти и разделить два каталитических процесса, подразумевающие один и два аниона соответственно; впервые наблюдался механизм SEi, было показано, что этот механизм полностью сохраняет конфигурацию. Наконец, изучение кинетики обменной реакции 4-пиридиометилртуть солей с радиоактивными галогенидами с анионным катализом в воде позволило открыть одновременное существование SE2 и SE1 механизмов — это последняя работа Ингольда.

### Спектроскопические исследования
Интерес Ингольда к структуре бензола упоминался выше; в 1934 электролитически была получена дейтерированная вода, и вскоре, став коммерчески доступной, стала использоваться для введения дейтерия в молекулу бензола. Таким образом началось первое вторжение Ингольда в молекулярную спектроскопию — на основное состояние бензола — в то время, когда спектроскопия была противником утверждения, что бензол обладает правильной гексагональной симметрией. Эта работа впервые использовала принцип, что изотопы изменяют частоты колебаний без изменения силового поля, который был использован на различных дейтеробензолах, чтобы найти всесторонний набор частот, остающихся невидимыми из-за симметрии обычного бензола, и таким образом, чтобы определить молекулярную симметрию бензола и количественные геометрические и механические характеристики.
Второе вторжение Ингольда в молекулярную спектроскопию касалось первого возбужденного состояния бензола; оно было мотивировано мыслью о том, что поляризуемость основных молекулярных состояний подразумевает учёт возбужденных состояний, и таким образом, увеличение знания о возбужденных состояниях в чистом виде должно привести к лучшему пониманию влияния поляризуемости на химические реакции. Он использовал изотопный принцип и опубликовал в 1948 набор из двенадцати статей, приведших к первому количественному разъяснению геометрических и механических характеристик полиатомных возбужденных молекул. Следом, была рассмотрена и симметрия второго возбужденного (синглетного) состояния бензола.
Третье вторжение Ингольда в молекулярную спектроскопию связано с первым возбужденным состоянием ацетилена; это стало первым случаем, когда обнаружили такое сильное изменение формы — от линейной к изогнутой. Стереохимически измененное первое возбужденное состояние было охарактеризовано количественно. Эта тематика стала темой второго президентского послания Ингольда химическому обществу в 1954. Впоследствии, многочисленные полиатомные ультрафиолетовые спектры, которые оставались непроанализированными, были переизучены на предмет возможного изменения формы, и сегодня известно больше десятка хорошо изученных случаев такого рода.

## Преподавательская деятельность
Университетские лекции Ингольда всегда были образцом ясности; его публичные лекции, в основном читаемые без заметок, запомнились логически стройными, он всегда использовал подходящие метафоры и формулировал мысли на блестящем английском. Его взгляды на преподавание химии имели заметное влияние на структуру курса в Лондонском университете после войны; в основном именно он определял содержание курса бакалавриата в этот период (1945), этот курс подразумевал более подробное изучение математических и физических основ химии, чем обычно. В Лидсе коллоквиумы являлись, по сути, основной формой обучения на факультете; в Лондоне отсутствие факультетской структуры естественным образом давало возможность проводить коллоквиумы в соответствии с взглядами Ингольда. Его проницательные, но по-доброму звучащие слова критики всегда подхлестывали обсуждение; его метод «наивных вопросов» отличался тактом и спокойствием, этого оказывалось достаточно, чтобы влюбить в себя коллег. Ещё одной доброй традицией, использовавшейся обычно по отношению к молодым коллегам, было редактирование черновиков их статей, после чего он отказывался от права на соавторство со словами: 
Вам надо опубликоваться в качестве единственного  автора, чтобы утвердить себя.
Он развлекал своих студентов великолепными ужинами, а после ужина — головоломками. Вот типичный пример одной из них:

Выберите любую букву алфавита и используйте её, чтобы превратить последовательность
‘RTHDXXFRDDNSDNTKNWGDPRTFRMLGWD’
в имеющую смысл.

## Особенности характера, интересные факты
Приведенный выше обзор работ К.Ингольда дает представление о его постоянной готовности использовать новые методы и создавать новые теоретические концепции. В его работах аргументация и выводы подавались с особой тщательностью; он с особой заботой подходил к написанию статей, но, тем не менее, далеко не всем было понятно, о чём он так сложно писал, — возможно, потому, что он старался предугадать все возможные возражения. Из-за частого сопротивления его новаторским идеям он неизбежно вовлекался в споры, энергично и убедительно отвечал на критику в его адрес, и это создавало заметный контраст с тем добрым, спокойным и вежливым человеком, которым на деле был Ингольд.
В Лидсе, будучи молодым и полным энтузиазма человеком в возрасте 31 года, Ингольд первым делом тратил деньги на реактивы и оборудование, предоставляя заботы о финансировании исследований университету. В University College London, во время финансовых трудностей, он обнаружил, что такая схема не работает, и быстро стал умелым администратором; его работа, говорил он скромно, заключалась в предоставлении материалов и оборудования, в которых нуждались его сотрудники. Несмотря на то, что он воодушевлял коллег проводить свою линию в исследованиях, он часто помогал с идеями и никогда не искал благодарности за это. Новый химический факультет в Лондонском университетском колледже был назван его именем — это было достойным отражением уважения и любви к Ингольду; печально, что он был не состоянии прийти на официальное открытие факультета 25 сентября 1970 года.
В Imperial College, Ингольд был дружелюбен и целеустремлен, всем помогал, но тем не менее, был достаточно замкнут; неизвестно интересовался ли он искусством, музыкой, театром или литературой. В Лидсе он стал ещё дружелюбнее, стал ещё внимательнее к коллегам, стал более общительным; взялся за крикет и писательство; увлекся наблюдением за птицами и начал заниматься скалолазанием.
В Лондоне интерес Ингольда к коллегам усилился, он перестал быть «не от мира сего»; увлекся автомобилями, старался сохранять свои увлечения: продолжал наблюдать птиц, занимался скалолазанием; начал путешествовать за границу. Тем не менее, очень часто казалось, что он витает в облаках, в другом мире. После войны, хотя он был занят восстановлением своей исследовательской школы, которая имела международную репутацию, он находил время нанести несколько образовательных визитов в Испанию и Францию, и в конце концов стал великим путешественником, который посетил большинство стран мира за исключением Китая, Индии и Южной Африки. Он стал опытным альпинистом и совершил восхождения в Северном Уэльсе и во французских Альпах, в том числе восхождение с Бунтоном и К. У. Ингольдом на Монблан и Chamonix Aiguilles. Однажды он проехался от Англии через Гибралтар в Африку, и хотя ему было уже за 60, заехал один далеко в пустыню Сахара; он нашел араба, который путешествовал автостопом, это в итоге оказалось удачным решением, потому что внезапная песчаная буря замела пути, ведущие к оазису. Однако его попутчик знал дорогу к оазису, и смог подсказать, по какому песку можно безопасно проехать, так что в итоге все кончилось благополучно. В 1962 он посетил Университет Ибадана в Нигерии, где он оказал произвел огромное впечатление на студентов всего за два месяца, и впервые увлекся рыбалкой. Когда Ингольд посещал Vanderbilt University в штате Теннеси в 1964 году, он ездил в Акапулько (Мексика), а затем далеко на север по побережью Тихого океана, чтобы посмотреть на мексиканский птиц. В 1971, в возрасте 71, он пробовал водные лыжи в Канаде, правда, без особого успеха.
В характере Ингольда решительность сочеталась с элементами безрассудства. Известно, что в Imperial College он имел проблемы с цилиндром, наполненным хлором, у которого заело клапан: к счастью, все закончилось без сильного поражения легких. А в Лидсе, регистрируя спектры ультрафиолетового поглощения бензилфторида, он заработал ретинит: ему не позволялось читать или писать 2 или 3 месяца. Он работал очень усердно и никогда не щадил себя; когда он увлекся волновой механикой, он так упорно изучал её, что за 3 месяца сбавил в весе. У него было своеобразное желание в каждую статью вставить необычное слово (adumbrate, concatenation, conspectus, dichotomy); а также причудливое стремление заполонить месячный выпуск Journal of Chemical Society целым набором статей; он обладал чувством юмора, чего стоит его «алфавитная экспериментальная часть» [A — apparatus, B — bulb, C —condenser, D…] в статье, которая прошла и рецензентов, и редакторов. Последнее его появление на публике состоялось в роли председателя Международного оргкомитета IV симпозиума по органической химии серы в Венеции, в июле 1970-го, где он выглядел ослабевшим, но, тем не менее, не упускал из внимания каждодневные вопросы конференции.

## Семья
В 1923 году Кристофер Ингольд женился на Эдите Хильде Ашервуд. Будучи ещё незамужней, она получила степень бакалавра с отличием университета Лондона под руководством профессора Мура в Royal Holloway College в 1920 году и перевелась в Империал для работы с д-ром Мартой Витли; Эдита стала помогать в исследованиях Ингольду в 1921 и вышла за него замуж в 1923. В 1922 она защитила кандидатскую диссертацию, а потом в 1925-м докторскую. Влияние жены на деятельность Ингольда всегда было очевидно его друзьям и коллегам; после 1939 леди Ингольд не занималась экспериментальной работой, но (так как на всем хим. факультете в Университетском Колледже был только один секретарь) впоследствии набирала все статьи мужа и текст для обоих изданий его книги. Ингольд неоднократно благодарил свою жену.
Сэр Кристофер Ингольд оставил после себя леди Ингольд, старшую дочь Сильвию (получила мед. образование), сына Кейта (получил химическое образование, отмечен многими наградами за научные достижения), младшую дочь Дилис (получила географическое образование) и семь внуков.

## Награды и почести
Огромный вклад Ингольда в химию подтверждается многочисленными наградами, присужденными званиями и титулами. Здесь приведен неполный список наград К. Ингольда.
- Награждён медалью Мелдола (1922);
- Прочитал Байкеровскую лекцию (1938);
- Награждён медалью Дэви (1946);
- Избран членом-корреспондентом Королевской Академии наук в Испании (1948);
- Прочитал лекцию Бакера в Корнелле (1950);
- Награждён медалью Лонгстаффа (1951)[12];
- Награждён Королевской медалью (1952);
- Президент Химического общества (1952—1954);
- Прочитал Педлеровскую лецию (1957);
- Почётный иностранный член Института Вейцмана, Нью-Йоркской Академии наук, Американской академии искусств и наук (1958);
- Мемориальные лекции Вейцмана (1958)
- Посвящён в рыцари (1958).
- Стипендиат Имперского Колледжа (1959);
- Прочитал Фарадеевскую лекцию и получил сопутствующую медаль (1961);
- Лауреат премии Парацельса[нем.] (1964);
- Приз за заслуги в физической химии от Американского химического общества (1965).

## Избранные сочинения
- Ingold, C. K. Structure and Mechanism in Organic Chemistry. Ithaca, New York: Cornell University Press, 1953. ISBN 0-8014-0499-1.
- Ingold, Christopher K. «Principles of an Electronic Theory of Organic Reactions». Chemical Reviews, 1934, 15: 238—274.
- Ингольд К. К. Механизм реакций и строение органических соединений. М., Изд. иностр. лит., 1959, 673 с.
- Ингольд К. К. Теоретические основы органической химии. М., Мир, 1973, 1055 с.